# Animal Behaviour
Animal Behaviour (em francês: Zoothérapie) é uma animação canadense de 2018 dirigida por Alison Snowden e David Fine.  Centrado num grupo de animais que têm terapia em grupo com o psiquiatra Dr. Clement, a animação é a primeira desde Bob's Birthday, dos mesmos diretores, que recebeu a estatueta do Oscar 1993.
O filme estreou no Festival de Cinema de Animação de Annecy, com uma dedicatória ao Vancouver General Hospital, responsável por salvar a vida de Snowden em 2017 que passava por uma pneumonia intersticial aguda. Como reconhecimento, foi nomeado ao Óscar 2019 na categoria de Melhor Curta-metragem de Animação.